# The Jewel Thieves
The Jewel Thieves è un cortometraggio muto del 1909 diretto da Lewin Fitzhamon.

## Trama
Una ragazza in bicicletta insegue dei truffatori che si spacciano per poliziotti e spara ai loro pneumatici.

## Produzione
Il film fu prodotto dalla Hepworth.

## Distribuzione
Distribuito dalla Hepworth, il film - un cortometraggio di 190 metri - uscì nelle sale cinematografiche britanniche nell'agosto 1909.
Si conoscono pochi dati del film che, prodotto dalla Hepworth, fu distrutto nel 1924 dallo stesso produttore, Cecil M. Hepworth. Fallito, in gravissime difficoltà finanziarie, il produttore pensò in questo modo di poter almeno recuperare il nitrato d'argento della pellicola.